# بوب هاي
بوب هاي (بالإنجليزية: Bob Hay)‏ هو كاتب أغاني أمريكي، ولد في 28 يناير 1950.